# まーぶるインスパイア
『まーぶるインスパイア』は、むねきちによる日本の4コマ漫画。『まんがタイムきらら』（芳文社）において、2006年11月号から2012年4月号まで連載された。『かたつむりちゃん』の連載終了に伴い2011年8月号から本作の掲載順が巻末に固定されていた。

## 概要
現代の女子中学生たちのまったりとしたユルい日常を描いた作品。日常生活のどうでもいいような一場面を、一大スペクタクルであるかのような演出で数ページにわたって大仰に描く作風が特徴。また、登場人物たちの言動の多くが性的な下ネタを連想させる（本人たちにはその気はない）というのも特徴となっている。

## 主要人物
声優はドラマCD版のもの。
るくは
声 - 能登麻美子
天然キャラ。中学生になったことで、父親のはすろからMyパソコン購入資金を与えられたメカ音痴。ただし、その購入資金を買い食いなどで減らしていっている眼前の欲望に弱い子。しかも優柔不断で、連載開始から現在までパソコンが購入できていない。
みりき
声 - 金田朋子
るくはのクラスメイト。つねにハイテンションで勢いはあるが全く結果はついてこない。ネトゲ廃人で貧乳。
たまら
声 - 斉藤佑圭
るくはのクラスメイト。無表情で毒舌が多い。
かのみ
声 - 神田朱未
みりきの妹で小学生。みりきよりも大きく、小学生離れした胸を持ち、みりきに疎まれている(制服のスカートの吊り紐が胸の弾力で弾かれる程大きい)。自身はシスコンなのでみりきの苦言などぜんぜん気にしない。
るのる
声 - 鈴木真仁
かのみの同級生。
みりきを尊敬していると見られ、似た言動をすることも多い。
福里 利理(ふくさと・りり)
るくは達と同じ中学校に通う（るくは達の隣のクラス）。
小学生の頃から株式投資を行っている。貧乳。
湯藤 聖(ゆとう・せい)
利理のクラスメイト。電車で下校するみりきと同じ電車に乗っていることが多い。
利理と共に、主要人物の中では作中でフルネームが明らかになっている数少ない存在。
季夜(きよ)
利理のクラスメイト。巨乳。好奇心が旺盛で、特に利理の興味に影響を受けやすい。
自転車を漕ぐスピードが速く、自転車通学を始めたばかりのるくはの闘争心に度々無意識に火をつける。
4巻でるくは達と知り合うが、すぐに打ち解ける。

## 作中におけるパソコン
本作品では、一貫してるくはのパソコン購入についてを軸に話が進められているが、他の人物においても、それぞれのキャラを特徴付ける重要な役割をもっている。
パソコンを持っている人物
みりき
大のパソコン好きで、ハードについても詳しい。
いつもネットゲームを夜遅く(時には朝早く)まで嗜む。ゲーム内でのキャラ名はミリミリ。
たまら
自身のホームページ『なまら部』を運営、その中でるくはとみりきをモデルにしたキャラが登場する小説を公開している。
また、みりき達に勧められ、ネットゲームも嗜む。
管理人としてのハンドルネームはなまら、ゲーム内でのキャラ名はググレスカ。
るのる
小学生ながらみりきと共に夜通しネットゲームをプレイしている。ゲーム内でのキャラ名はノルノ。
利理
ネットゲームではみりきらとパーティを組む。
4巻で実生活においても知り合いとなったが、お互いの正体は知らない。ゲーム内でのキャラ名はフクリン。
なお作中では、株式投資は主に携帯電話を用いて行っている為、パソコンを用いている描写はなされていない。
聖
みりき達がプレイしているゲームを遊んでいると思われるが、作中では描写されていない。
パソコンを持っていない人物
るくは
父のパソコンを使っていたが、中学生になったことで父からMyパソコン購入資金を与えられる。
いつもみりき達と一緒にパソコンを見に行っているが、結局その資金で買い食いをして帰ることが多い。
かのみ
みりきが仮眠中などにはネットゲームもプレイする。ゲーム内でのキャラ名はタネモミ。
4巻でるくはと同様、はすろから影響を受けたと見られる父から資金を与えられる。
季夜
買って貰う予定はあるが、るくは同様パソコンに詳しくはない。

## 単行本
芳文社より「まんがタイムKRコミックス」として刊行。
1. 第1巻（2008年1月28日初版発行）ISBN 978-4-8322-7678-9
2. 第2巻（2009年1月27日初版発行）ISBN 978-4-8322-7770-0
3. 第3巻（2010年2月27日初版発行）ISBN 978-4-8322-7891-2
4. 第4巻（2011年6月27日初版発行）ISBN 978-4-8322-4041-4
5. 第5巻（2012年4月26日初版発行）ISBN 978-4-8322-4142-8

## ドラマCD
キャラアニより発売。ナレーションは草尾毅。
1. まーぶるインスパイア ドラマCD（2010年2月27日発売）品番：CADC-0026